# 正光寺 (東京都北区)
正光寺（しょうこうじ)は、東京都北区岩淵町にある浄土宗の寺院。

## 歴史
当寺院の創建は鎌倉時代にまで遡る。良忠上人を開山として、石渡民部少輔保親を開基として、創建した。当時は荒川のほとりにあり、「西光寺」という名称であった。
その後衰退し荒廃したが、慶長7年（1602年）小田切将監重好と眞譽龍湛上人によって現在の地に寺を移転、小田切将監重好の法号によって正光寺となった。以来、岩淵町の中心的な寺院となり、境内には植木市なども開かれていた。
しかし、1978年に本堂が焼失。以降再建されず、しばらくは空き地のようになっていたが、2011年7月に本堂その他が再建され、現在では本来の姿を取り戻しつつある。
なお、寺伝によると本尊の阿弥陀如来は春日仏師の作で、また観音堂にある観音像は源頼朝公守本尊といわれ行基の作であると言われている。

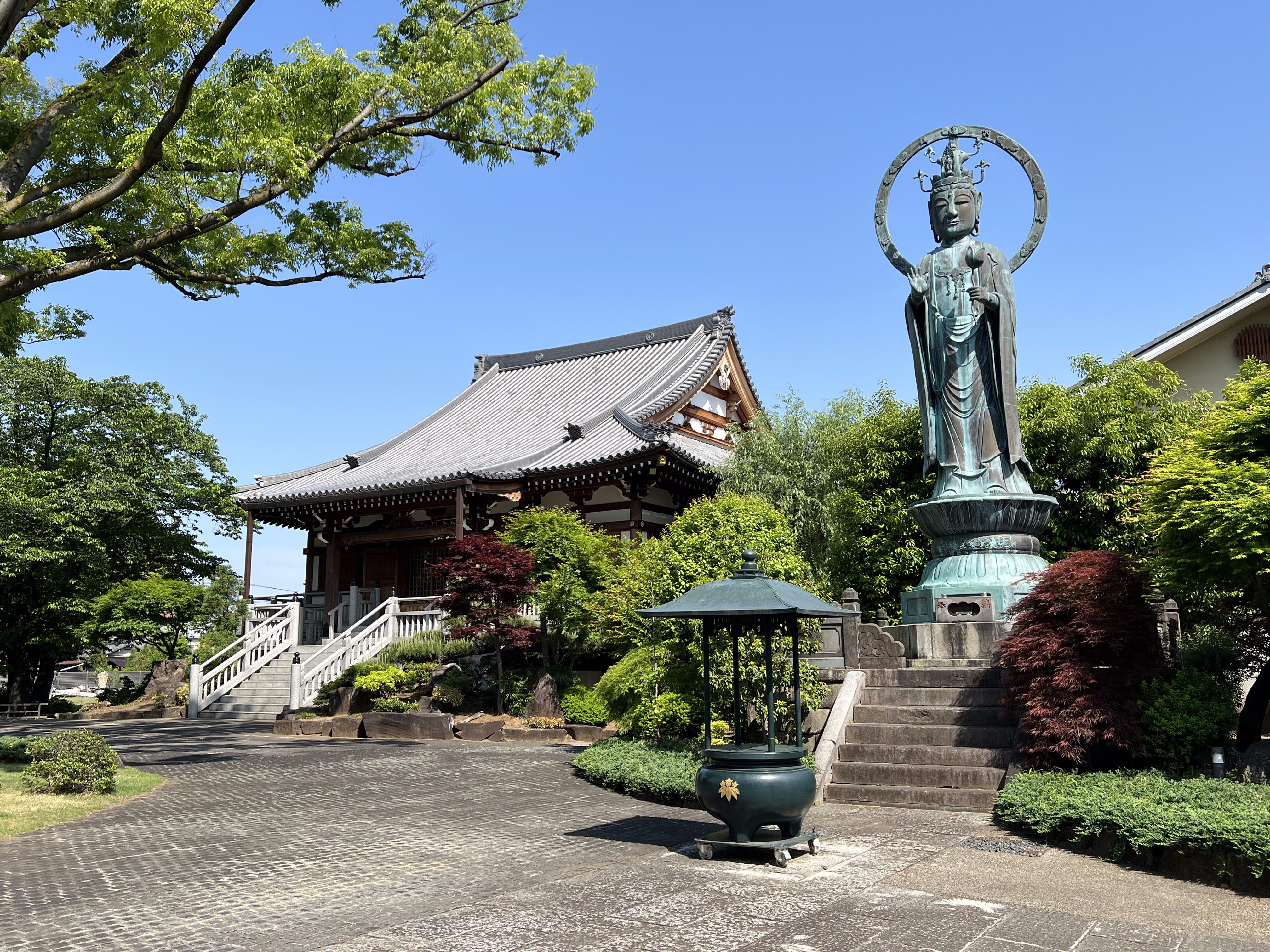
本堂と岩淵大観音

## 主な施設
- 本堂[5]
- 納骨堂[5]
- 観音堂[5]
- 水子地蔵尊[5]
- 永代供養墓[5]
- 赤羽岩淵浄苑[5]（墓地。檀家のみならず一般利用も受け付けている）
- 岩淵大観音[5]

境内にある観音像。高さは約10メートル。明治3年（1870年）建立。当地は近隣の荒川が氾濫して当地の人々を悩ましていた。そこで当寺院に観音像を造るために、人々が金品を出し合って作って造られた。

## アクセス
- JR赤羽駅より徒歩5分[1]
- 東京メトロ南北線赤羽岩淵駅より徒歩1分[1]
- 拝観は無料。日中の時間帯のみ受け付け。
- 駐車施設:あり(少数)[1]

## 関連施設
「小規模保育園A型」
- 板橋駅園（東京都北区滝野川7-2-14滝野川G1ビル２F）
- 浦和園（埼玉県さいたま市浦和区東仲町11－13）
- 新座石神園（埼玉県新座市石神1-6-7）
- 吉田園（神奈川県横浜市戸塚区吉田町138-6）
- 北浦和園（埼玉県さいたま市浦和区常磐10-2-4）
- 上石神井園（東京都練馬区上石神井3-34-12）
- 南浦和園（埼玉県さいたま市南区文蔵3-29-12）

「認可保育園」
- 鳩ケ谷園（埼玉県川口市鳩ヶ谷本町3-21-8）

「企業主導型保育事業所」
- 赤羽岩淵園（東京都北区岩淵町37-4）